# Boléro (musik)
 For alternative betydninger, se Bolero.
Boléro er et musikalsk værk komponeret af Maurice Ravel. Værket er oprindeligt komponeret til en ballet og havde premiere i 1928. Boléro anses som Ravels mest berømte komposition. Boléro blev et af de sidste værker Ravel komponerede.
Værket havde stor succes, da det havde premiere på Paris' opera den 22. november 1928 med koreografi af Bronislava Nijinska. Værket opføres i dag oftest som et orkesterværk, og kun sjældent som ballet. 